# Verzorgingsplaats Hoge Kwel
Verzorgingsplaats Hoge Kwel is een Nederlandse verzorgingsplaats langs de A7 Zaandam-Bad Nieuweschans tussen afritten 13 en 14 nabij Wieringerwerf in de gemeente Hollands Kroon.
De verzorgingsplaats is vernoemd naar de Hooge Kwelvaart en Hooge Kwelsloot die parallel aan elkaar tussen de verzorgingsplaats en het IJsselmeer stromen.
Bij de verzorgingsplaats is een tankstation van Shell aanwezig. Verder ligt hier hotel/restaurant Wieringermeer van Van der Valk.
De verzorgingsplaats is via een voetgangerstunnel bereikbaar vanaf de aan de andere kant van de snelweg gelegen verzorgingsplaats De Wierde.